# Saint-Germain-de-Confolens

Saint-Germain-de-Confolens este o comună în departamentul Charente, Franța. În 1 ianuarie 2018 avea o populație de 69 de locuitori.